# Бунд

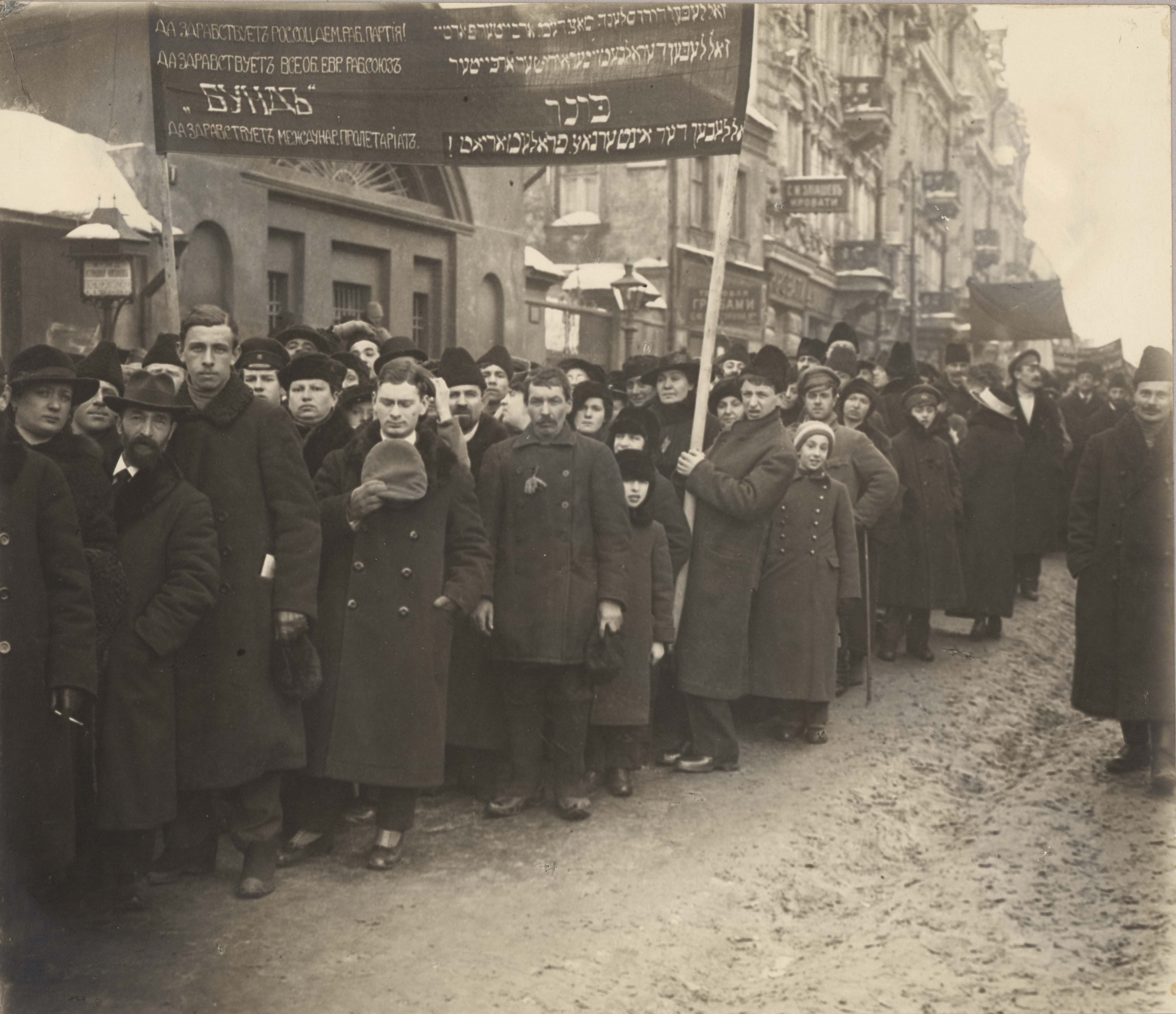
Демонстрация Бунда в 1917 году

БУНД (Всеобщий еврейский рабочий союз в Литве, Польше и России) (идиш בונד Бунд — «союз», полное название — אַלגעמיינער ייִדישער אַרבעטערסבונד אין ליטע, פּוילן און רוסלאַנד; Algemeiner Jiddischer Arbetersbund in Lite, Poiln un Russland, пол. Powszechny Żydowski Związek Robotniczy na Litwie, w Polsce i Rosji) — еврейская социалистическая партия, действовавшая в Европейской России (Восточной Европе), с 90-х годов XIX века до 40-х годов XX века. 
Бунд считал себя единственным представителем интересов достаточно многочисленного на этих землях еврейского рабочего класса.

## Идеология
Бунд был левосоциалистической партией, выступавшей за далекоидущую демократию и обобществление средств производства, и следовал традициям демократического марксизма. Бунд выступал за национально-культурную автономию для восточноевропейского еврейства, создание светской системы просвещения, поддерживал развитие культуры на языке идиш. Члены Бунда верили, что благодаря этому евреи не ассимилируются и сохранят свою культурную обособленность. Бунд был антирелигиозной и антисионистской партией и выступал против эмиграции евреев в Палестину.
Бунд выдвинул следующие принципы:
- социализм с опорой на светские самоуправляющиеся общины-кагалы (קהילה)
- идишкейт — с опорой на язык идиш как основу еврейской идентичности. Сторонники идиша противостояли тем, кто пытался возродить иврит.
- доикайт, что означает приверженность к месту жительства (Польша, Литва и Россия), выраженную в бундистском лозунге «Там, где мы живём, там наша страна». Бундовцы выступали против репатриации в Израиль или создания отдельного государства евреев. По их мнению, евреи должны были бы пользоваться экстратерриториальной автономией внутри существующих государств.

## История

### С момента основания до Революции 1905 года
Партия еврейских ремесленников и промышленных рабочих, сформировалась на базе просветительских кружков и стачечных касс еврейских ремесленников и рабочих, возникших в начале 1890-х гг. в западных областях Российской империи. Лидеры еврейских марксистов (Т. М. Копельзон, А. И. Кремер, И. Миль (Джон), П. Берман, И. Л. Айзенштадт и др.) активно проводили агитационно-пропагандистскую работу, добиваясь пополнения своих кружков представителями радикальной интеллигенции, ремесленников и рабочих. Марксизм трактовался применительно к традиционным представлениям об особой миссии еврейского народа, была выдвинута идея о специфике еврейского пролетариата, крайне бесправного и гонимого, и о создании в связи с этим специальной еврейской рабочей организации. Политическое обоснование этим воззрениям дал Ю. О. Мартов в речи, произнесённой на первомайском собрании в Вильно в 1895 году под названием «Поворотный пункт в истории еврейского рабочего движения» (опубликовано в 1900 году в Женеве).
25–27 сентября 1897 году на Йом-Кипур в Вильно на Лукишках состоялся I (Учредительный) съезд представителей групп еврейских социал-демократов. В съезде приняли участие 13 представителей от организаций Вильно, Минска, Белостока, Варшавы, Витебска, включая редакторов и издателей газеты «Arbeiterstimme» («Арбайтерштимме» — «Голос рабочих») и журнала «Jüdischer Arbeiter» («Юдишер арбайтер» — «Еврейский рабочий»). Было принято название «Всеобщий еврейский рабочий союз в России и Польше», избран ЦК из трёх человек: Арон Кремер, Абрам Мутник, М. Я. Левинсон (Владимир Коссовский), «Arbeiterstimme» признан центральным печатным органом Бунда. В 1898 году Бунд участвовал в подготовке и проведении I съезда РСДРП, вошёл в РСДРП как организация, автономная в вопросах, касающихся еврейского пролетариата. Организации Бунда руководили экономической борьбой еврейских рабочих (в 1898—1900 гг. прошло 312 забастовок еврейского пролетариата в Северо-Западном крае и Царстве Польском), что расширило его влияние. К концу 1900 году организации Бунда были в 9 городах.
Временный успех зубатовщины среди еврейских рабочих, телесные наказания, которым подверглись участники первомайской демонстрации в Вильно (1902 год), породили кратковременное увлечение лидеров Бунда терроризмом. V конференция Бунда (сентябрь 1902 года, Бердичев) призвала отвечать на белый террор царизма «организованной местью». Эту резолюцию отменил V съезд Бунда (июнь–июль 1903 г., Цюрих). Одновременно лидеры Бунда начали пересмотр национальных требований. На III съезде партии (1899 год, Ковно) в повестку дня был поставлен вопрос о национальном равноправии. С докладом выступил представитель заграничной организации Миль, который предложил включить в национальную программу Бунда, помимо равных гражданских, равные национальные права для евреев: решено было открыть дискуссию по национальному вопросу в журнале «Идишер арбетер».
IV съезд Бунда (май 1901 года) вновь приступил к рассмотрению национального вопроса. Участники съезда были единодушны в оценке требования I съезда РСДРП о праве наций на самоопределение как слишком «туманного» и признали предпочтительность национальной программы социал-демократии Австрии (придерживались лозунга национально-культурной автономии). Разногласия на съезде возникли в связи с обсуждением вопроса о месте и роли национальной проблемы в пропаганде и агитации Бунда. После споров съезд принял компромиссную резолюцию, предложенную П. И. Розенталем. В ней признавалось, что будущим государственным устройством России должна стать федерация национальностей с полной национальной автономией каждой из них, независимо от занимаемой территории. В резолюции говорилось, что в нынешних условиях требование национальной автономии является преждевременным, целесообразно бороться за отмену всех исключительных законов, принятых в отношении евреев (с конца XVIII по начало XX вв.).
V съезд Бунда (июнь–июль 1903 года) выдвинул в качестве ультимативного пункта требование признания Бунда «единственным представителем еврейского пролетариата». II съезд РСДРП отклонил это требование, и делегация Бунда (М. Либер, К. Абрамсон, В. Гольдблат, И. Юдин и В. Гофман) покинула его, заявив о выходе Бунда из РСДРП. В дальнейшем национальная программа Бунда неоднократно обсуждалась и уточнялась на его съездах и конференциях (резолюция по национальному вопросу принятая на VI съезде Бунда в октябре 1905 года, решения X конференции (апрель 1917 года)).
VI съезд Бунда в программе по национальному вопросу зафиксировал основные положения: полное гражданское и политическое равноправие евреев; для еврейского населения употребления родного языка в сношениях с судом, государственными учреждениями и органами местного и областного самоуправления; национально-культурная автономия (изъятие из ведения государства и органов местного и областного самоуправления функций, связанных с вопросами культуры).
Х Всероссийская конференция Бунда приняла резолюции «К национальному вопросу в России», «О национально-культурной автономии», «Об осуществлении национально-культурной автономии», «Об отмене национальных ограничений», «О правах еврейского языка» завершила выработку национальной программы Бунда, подтвердив её преемственность в основных положениях (культурно-национальная автономия и пр.), призвала последовательно обсудить их на общееврейском съезде, еврейском Учредительном собрании и Всероссийском Учредительном собрании.

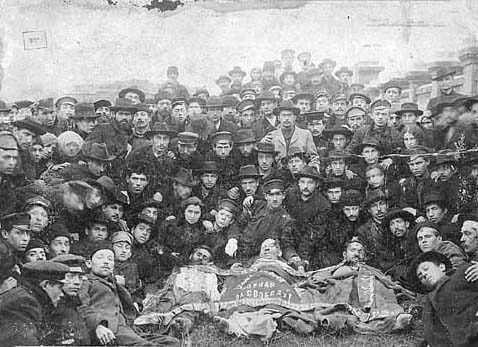
Члены Бунда рядом с телами трёх своих товарищей, убитых в Одессе во время Революции 1905 года

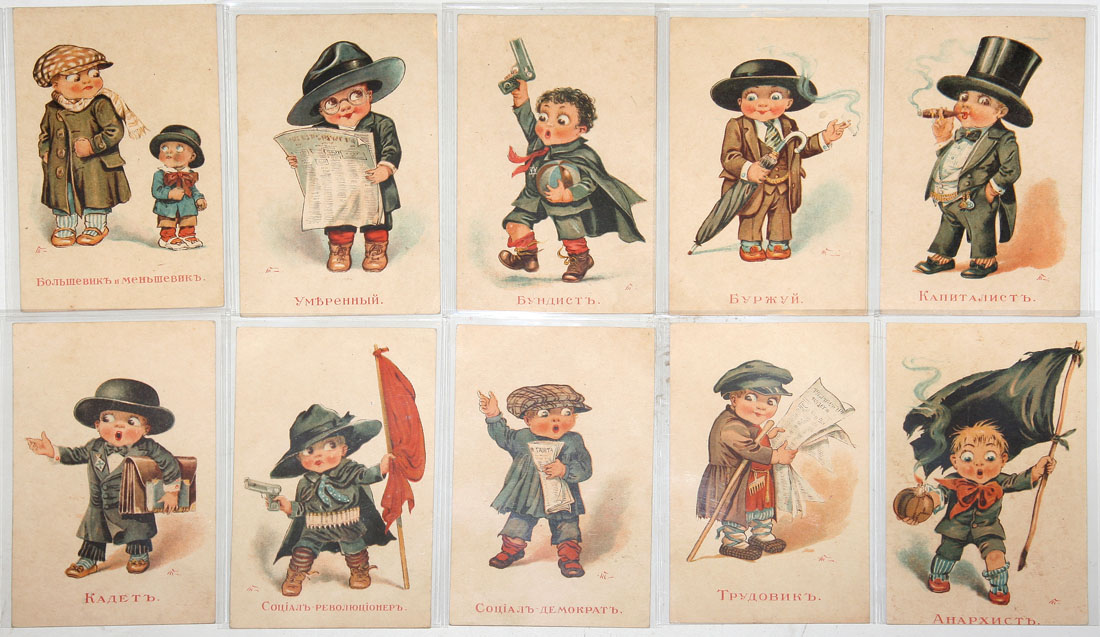
Открытки художника В. А. Табурина «Дети-политики». 1917 год. Бундист изображён посередине в верхнем ряду

### Межреволюционный период
В период Революции 1905–07 гг. Бунд имел 274 организации, объединявшие около 34 тысяч членов. В тактических установках до ноября 1906 г. Бунд приближался к позиции большевиков (поддержал бойкот «Булыгинской думы» и I Государственной Думы, тактику союза пролетариата с крестьянством, выступив против лозунга создания кадетского министерства. VII конференция Бунда (март 1906 г., Берн) высказалась за объединение с РСДРП и сняла требование признания Бунда «единственным представителем еврейского пролетариата».
На IV съезде РСДРП Бунд вошёл в общероссийскую социал-демократическую партию. Спад революционной волны вызвал поворот Бунда на меньшевистские позиции. Меньшевики считали, что бундовская концепция «культурно-национальной автономии» не противоречит национальной программе российской социал-демократии). Численность Бунда к октябрю 1910 г. составляла около 2 тысяч человек.
IX конференция Бунда (июль 1912 г., Вена) выдвинула лозунги образования «ответственного министерства», свободы коалиций, отмены «черты оседлости», права празднования Субботы. Бунд вновь поставил вопрос о сочетании классовых и национальных интересов, развернул пропаганду австромарксизма, добивался от меньшевиков-ликвидаторов на Августовской конференции 1912 г. признания, что национально-культурная автономия не противоречит программе РСДРП.
Первая мировая война вызвала раскол Бунда на организации франкофильского и германофильского толка. Бундовское руководство заняло правоцентристскую позицию. Еврейская общественность твёрдо придерживалась российской ориентации. Конференции Бунда (июнь 1915 г., Киев; май 1916 г., Харьков) призывали еврейских рабочих выступать в защиту своего отечества. Бунд принял также участие в Циммервальдской конференции (5–8 сентября 1915 г., Швейцария), с оговорками признав её решения.
Деятельность в легальных обществах, организациях (комитеты обороны, бюро труда, рабочие столовые, культурно-просветительские общества, филантропические организации и пр.) помогла Бунду изжить внутренний кризис, укрепить связи с массами. Февральская революция расширила влияние Бунда; его численность выросла до 34 тысяч человек, представители партии были широко представлены в Петрограде, Москве и провинциальных Советах рабочих и солдатских депутатов, бундовские лидеры выдвинулись на руководящие роли в общероссийском меньшевистском движении (Р. А. Абрамович, М. Либер, В. Канторович, Д. Заславский, Х. Эрлих и др.), поддерживали Временное правительство (последнее в марте 1917 г. отменило все 140 законов и распоряжений, ограничивающих евреев во всех сферах обществ, жизни).
Бундовцы призывали к поддержке Временного правительства, к защите интересов угнетённых наций, к борьбе с экономическими притязаниями имущих классов (эти цели, по их мнению, могли быть достигнуты посредством созыва Учредительного собрания). Бунд вёл политический диалог с кадетами, но от сотрудничества с большевиками отказывался, так как отрицал возможность немедленного перехода к социализму и считал более предпочтительной для страны буржуазно-демократическую альтернативу.

### Октябрьская революция
Октябрьскую Революцию бундовцы встретили отрицательно, считая приход к власти большевиков «узурпацией народной воли». Стратегия Бунда была направлена на непризнание и свержение власти большевиков. «Активистское» крыло партии (М. Либер и др.) считало допустимым военные действия против большевиков. Часть бундовцев (Р. Абрамович и др.) высказались за переговоры с коммунистами. VIII съезд Бунда (декабрь 1917 г.) принял установку на парламентский, демократический путь борьбы с большевиками, полагая, что Учредительное собрание отстранит их от власти.
После разгона Учредительного собрания, подписания Брестского мира (март 1918 г.), Бунд сделал ставку на свержение Советской власти (в мае 1918 г. в партии возобладала более умеренная линия — «борьба с большевизмом в Советах и путём Советов»).
К концу 1918 г. в Бунде определились три течения: левое — сторонники участия в работе Советов для борьбы за созыв Учредительного собрания; правое — сторонники активной борьбы с большевиками и непризнания власти Советов; и центральное — сторонники «парламентской оппозиции» в Советах.
Гражданская война и еврейские погромы привели к крушению надежд лидеров Бунда на буржуазно-реформистский путь развития России. XI конференция Бунда (март 1919 г.) провозгласила признание Советской власти, оговорив, однако, что бундовцы «не берут целиком ответственности за её политику и остаются на платформе тактической оппозиции». В апреле 1919 г. ЦК Бунда объявил о мобилизации членов партии в Красную армию, призвал еврейский пролетариат выступить на защиту революции и Советской власти. Была организована еврейская военная секция (занималась отправкой бундовцев на фронт и изданием газеты «Красная армия»).
В целях контроля за деятельностью бундовцев, большевики пошли на финансирование деятельности левого крыла партии, выделили дотации на издание и распространение их печатных органов, не препятствовали стремлению бундовцев сохранить некоторую самостоятельность организации.
В Беларуси левым бундовцам был предоставлен статус автономной организации и создана Еврейская коммунистическая партия. На территории Украины в конце 1918 года левые бундовцы объединились в Коммунистический Бунд (КомБунд). Остальные члены Бунда (меньшая часть) образовали украинский Социал-демократический Бунд (Бунд СД). Руководители Социал-демократического Бунда Украины — С. Фокс, А. Литвак, Д. Петровский открыто выступали против коммунистической большевистской политики конфискации имущества, узурпации политической власти, арестов и преследования политических оппонентов. Раскол Бунда завершился на его XII конференции (март–апрель 1920 г., Москва), где было принято решение о выходе Бунда из меньшевистской партии, признании программы РКП(б) и присоединении к Коминтерну.
Отвергая нажим большевиков, бундовцы пытались сохранить свою организационную автономию и настаивали на передаче Бунду функций еврейской секции при Агитпропе ЦК РКП(б). Комиссии Политбюро ЦК РКП(б) и Коминтерна отвергли предложенный Бундом организационный проект и XII (Чрезвычайная) конференция Бунда вынуждена была заявить о присоединении Бунда к РКП(б) на условиях, предложенных Коминтерном. Не признавшие этого решения правые бундовцы объединились на своей конференции в Витебске (апрель 1920 г.) в Социал-демократический Бунд и разделили общую судьбу меньшевиков. Часть их руководителей (Р. Абрамович, Косовский, Г. Аронштейн, А. Мутник и др.) эмигрировала, создав за границей «представительство ЦК Бунда». В 20-е—30-е годы  многие другие члены и руководители были репрессированы. Так, В. С. Матлин был арестован 30 ноября 1937 года по обвинению в участии в контрреволюционной террористической организации и приговорен Военной Коллегией Верховного Суда СССР к расстрелу. Расстрелян 1 сентября 1938 года (Коммунарка под Москвой). Реабилитирован 15 февраля 1956 года.
В марте 1921 года на территории России Бунд самоликвидировался, часть членов была принята в РКП(б).

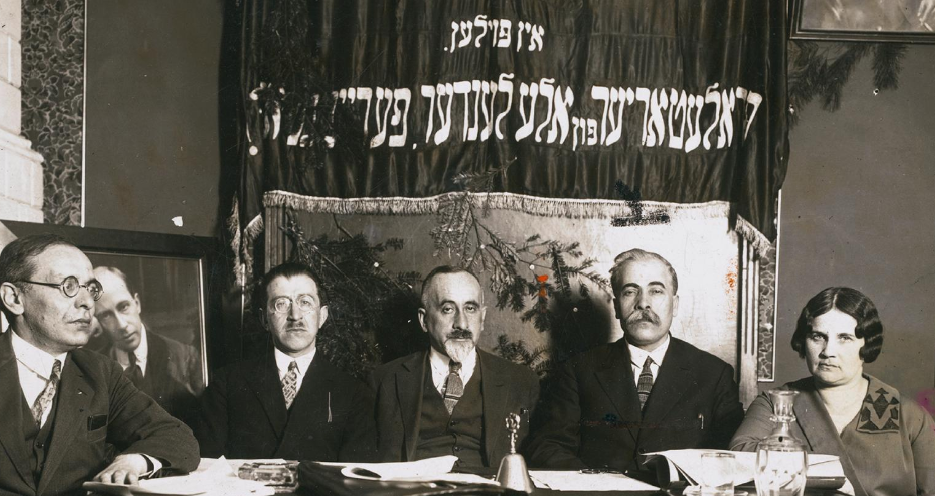
Лидеры Бунда на всепольском собрании, Варшава, 1928 год; (слева направо) Исраэль Лихтенштейн, Ицхак Рафес, Хенрих Эрлих, Икутиэль Портной и Белла Шапиро. Слева — портрет лидера бундовцев Владимира Медема, умершего в 1923 году. На знамени напись на идише: «Бунд в Польше. Пролетарии всех стран, соединяйтесь!» Фотография Х. Бойма.

В 1925 году архив Бунда был выкуплен Советским Союзом.

### После раскола

#### Межвоенный период
В Восточной Европе партии-наследники Бунда продолжали существовать до Второй мировой войны. В частности, в Польше и в Латвии в национальных парламентах на протяжении всего периода существования парламентов была представлена фракция «Бунда».
Польский Бунд (идиш אַלגעמײַנער ײדישער אַרבעטער בּונד אין פוילין‎ :Algemeyner yidisher arbeter bund in poyln, пол. Ogólny Żydowski Związek Robotniczy), выделился в независимую партию в декабре 1917 года.
В Румынии в 1920-х под эгидой Бунда произошло объединение еврейских социалистических партий. В Польше в 1930-х Бунд был одной из наиболее влиятельных еврейских организаций. Он организовал и поддерживал молодёжную организацию «Цукунфт» (идиш צוקונפֿט‎ — будущее), в которой накануне Второй мировой войны числилось до 15 тыс. членов, а также детскую, женскую и спортивную организации. Бундисты создали сеть еврейского начального и среднего образования, больничные кассы, социальные службы, кассы взаимопомощи, профсоюзы.
В начале Второй мировой войны несколько членов центрального комитета партии обосновались в Нью-Йорке и организовали там представительство Бунда, представители Бунда входили в лондонское польское правительство в изгнании (Szmul Zygielbojm). Часть бундистов эвакуировалась в СССР, лидеры Бунда Виктор Альтер и Хенрих Эрлих были арестованы НКВД и погибли.
Во время Холокоста Бунд создал в Польше подпольную сеть, ориентированную на молодежь, и принимал участие в движении еврейского сопротивления. Бо́льшая часть членов Бунда, остававшихся в Польше и Прибалтике, была уничтожена нацистами.

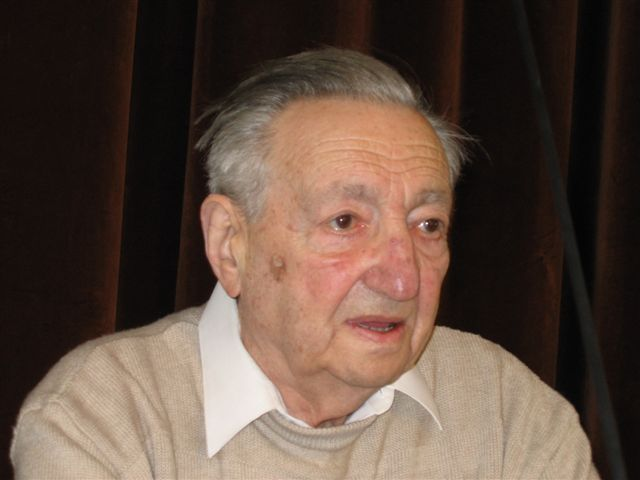
Марек Эдельман — довоенный член Бунда, один из руководителей восстания в Варшавском гетто

#### Послевоенный период
Деятельность Бунда в Польше продолжалась до 1948 года, до ликвидации организации властями Польской Республики.
Однако после этого продолжилась деятельность Бунда в США, Канаде, Австралии и ряде других стран. В 1947 году в Брюсселе состоялась 1-я международная конференция Бунда. После восстановления Социалистического интернационала в 1951 году, Бунд (International Jewish Labor Bund) был принят, как партия — член интернационала. В 1951 году было основано отделение Бунда в Израиле и журнал Lebns Fragn, выходивший до 2014 года. Бунд выступал против сионизма, и утверждал что создание государства Израиль является опасностью для еврейского народа. В 1955 году Бунд частично оставил антисионистские позиции, признав создание Израиля важным событием в жизни еврейского народа. В 1959 году список Бунда принял участие в выборах в Кнессет, но набрал всего 0,1 % голосов.
На четвертой международной конференции в 1965 году присутствовали делегаты из Южной и Северной Америки, Европы, Израиля, ЮАР и Австралии — всего из 12 стран. Последняя, шестая, международная конференция Бунда прошла в 1985 году в Нью-Йорке.
В послевоенный период Бунд продолжал существовать в США, многих странах Западной Европы и в Израиле, но полностью утратил своё влияние.
Идеи Бунда внесли вклад в становление социалистических партий в Израиле. В США Бунд слился с Арбетер ринг. В Латинской Америке Бунд способствовал созданию еврейских школ, больниц, еврейского профсоюзного движения.